# Młociny (gmina)
Młociny (od 1951 Łomianki) – dawna gmina wiejska istniejąca w latach 1867–1951 w Warszawskiem. Siedzibą gminy były Młociny (obecnie część Warszawy).
Budynek gminy znajdował się przy ul. Muzealnej w Warszawie, po zniszczeniach wojennych przeniesiono siedzibę do budynku na ul. Dzierżoniowską.

## Historia
Gmina Młociny powstała 13 stycznia 1867 roku w związku z reformą gminną w Królestwie Polskim. Należała do powiatu warszawskiego w guberni warszawskiej.
Pomiędzy 1897 a 1904 do gmin Młociny włączono zniesioną gminę Powązki.
1 kwietnia 1916, na mocy rozporządzenia generał-gubernatora Hansa Hartwiga von Beselera, z gminy Bródno miały być wyłączone i włączone do Warszawy: Młociny, Kaskada, Marymont, Potok i Powązki, czyli miejscowości odgraniczone od zachodu drogą wojskową. Rok później sprecyzowano dokładny przebieg granic Warszawy, w związku z czym obszar włączony do Warszawy opisano dokładniej, przy czym uległ on pewnym zmianom lokalnym (m.in. do Warszawy została włączona wieś Młociny B, a nie – jak stypulowano wcześniej – Młociny, położone o 3 km dalej nad Wisłą). Ostatecznie do Warszawy włączono:
- miejscowości Czarny Dwór, Powązkowski Obóz Wojskowy, Powązki, Marymont, Czerwonka i Czerwona Gutnerówka;
- wsie Izabelin, Młociny B[7], Buraków Duży, Słodowiec, Kaskada i Potok;
- folwarki Grossów, Ruda Ewansa, Ruda Mintera, Ruda Majoracka (z wyjątkiem posiadłości Franciszka Kwiatkowskiego pomiędzy szosą Bielańską i Wisłą);
- wschodnią część pól wojskowych Powązki i Bielany oraz Potocki Park (na Kępie Potockiej, obecnie osiedle mieszkaniowe).

Ponadto do gminy Młociny (konkretnie do wsi Górce) włączono 1 kwietnia 1916 t.zw. posiadłości sukcesorów Ulricha ze znoszonej gminie Czyste w tymże powiecie.
W okresie międzywojennym gmina Młociny należała do powiatu warszawskiego w woj. warszawskim.
30 września 1930 z gminy Młociny wyłączono 368 ha: tereny państwowe na Bielanach, tereny spółdzielni budowlanej „Zdobycz Robotnicza”, tereny państwowe Centralnego Instytutu Wychowania Fizycznego, tereny klasztoru bielańskiego oraz tereny majątku Józefin (1. K. Nr. 18), włączając je do Warszawy (do powiatu miejskiego Warszawa-Północ. Granica tak rozszerzonego m. st. Warszawy, a tym samem powiatu miejskiego Warszawa-Północ, biegła odtąd od punktu dotychczasowej granicy miasta łączącej się z gruntami wsi Wawrzyszew w kierunku północnym przy gruntach wsi Wawrzyszew aż do szosy powiatowej i dalej wzdłuż brzegu tejże szosy do szosy zakroczymskiej, a następnie wzdłuż szosy powiatowej do rzeki Wisły). Zmiana ustanawiła zatem północną granicę lewobrzeżnej części miasta na ulicach Lindego i Dewajtis (wówczas ul. Kamedułów).
20 października 1933 gminę Młociny podzielono na 21 gromad (skład gromad w nawiasie):
- Buraków – Buraków (w.), Prochownia (w.);
- Dąbrowa – Aleksandrówka Raj (w.), Dąbrowa (w.), Dąbrowa Łomianki (w.), Helenówek B (os.), Karlinek (os.), Podlesie Nr 1 (kol.), Raj (w.);
- Gać – Gać Floriany (w.), Gać (w.), Opaleń (f.);
- Górce – Górce Nr 1 (w.), Górce Nr 2 (w.);
- Górce Nowe – Górce (kol.), Górce Nr 3 (os.), Górce lit. A 37 B (os.), Koło Nr 30/36 (kol.), Marynin (оs.), Ulrychów (os.);
- Kępa Kiełpińska – Kępa Kiełpińska (w.);
- Kiełpin – Kiełpin (w.);
- Kiełpin Poduchowny – Kiełpin Poduchowny Major. (w.), Kiełpin (maj.), Kiełpin Poduchowny (w.);
- Laski – Cichowszczyzna (kol.), Basieńka (willa), Laski (w.), Laski (maj.);
- Łomianki – Basiówka (kol.), Łomianki (w.), Łomianki A (os.), Pawłowo (f.), Pawłowo (w.);
- Łomianki Dolne – Churinaga (os.), Hofmanówka (os.), Łomianki Dolne (w.), Łomianki Nr 15 (os.), Łomianki Nr 10 i 18 (os.), Leokadziówka (willa), Najmanówka (os.);
- Łomianki Górne – Byszówka (kol.), Łomianki Górne (w.), Łomianki Cząstkowe, Łukaszówek (kol.), Łomianki 45 (os.), Paulinówka 35 (os.), Pszczółki (kol.);
- Miasto Ogród Młociny – Miasto Ogród Młociny, Dobra Młociny (f.), Nowa Warszawa (kol.), Nowa Warszawa (os.), Warszawianka Nr 2 (os.);
- Młociny – Budek-Góry Buraków (park), Młociny (w.), Młociny (willa pałacowa), Młociny Cząstkowe;
- Mościska – Mościska (w.);
- Osiedle Łączności – osiedle Łączności;
- Placówka – Placówka (w.);
- Wawrzyszew – Cetlin (kol.), Chomiczów Nr 1 (kol.), Chomiczów Nr 2 (kol.), Chomiczów Nr 3 (kol.), Lesiew (kol.), Parysów (os.), w. Wawrzyszew Carski Dar;
- Wawrzyszew Nowy – Wawrzyszew Nowy (f.), Wawrzyszew Poduchowny (w.), Wawrzyszew Polski (f.), Wawrzyszew Parafialny (f.);
- Wawrzyszew Stary – Wawrzyszew Stary (w.);
- Wólka Węglowa – Opalin (os.), Wólka Węglowa (w.), Wólka Węglowa (maj.).

1 stycznia 1936 z gminy Młociny wyłączono gromadę Osiedle Łączności, włączając ją do gminy Blizne w tymże powiecie.
Podczas II wojny światowej w Generalnym Gubernatorstwie. Do gminy Młociny włączono wówczas osiem gromad (Dziekanów Niemiecki, Dziekanów Nowy, Dziekanów Polski, Dziekanówek, Izabelin, Janówek, Pieńków i Sadowa) z gminy Cząstków, której prawie 3/4 obszaru włączono do III Rzeszy.
Po wojnie gmina zachowała skład i przynależność administracyjną sprzed wojny.
15 maja 1951 z gminy Młociny przyłączono do Warszawy gromady:
- Górce,
- Górce Nowe
- Młociny,
- Młociny Miasto Ogród,
- Placówka,
- Radiowo (dawniej Gać),
- Wawrzyszew (wraz z lotniskiem Babice),
- Wawrzyszew Nowy,
- Wawrzyszew Stary,
- Wólka Węglowa (główna część)[15].

Równocześnie (a więc 15 maja 1951) gmina została zniesiona: jej siedzibę gminy przeniesiono z Młocin do Łomianek a jednostkę przemianowano na gminę Łomianki w powiecie warszawskim. W skład gminy Łomianki weszły gromady:
- Buraków,
- Dąbrowa,
- Kępa Kiełpińska,
- Kiełpin,
- Kiełpin Poduchowny,
- Laski,
- Łomianki,
- Łomianki Dolne,
- Łomianki Górne,
- Mościska.

Rok później, 1 lipca 1952, zniesiono powiat warszawski, a gminę Łomianki włączono do nowo utworzonego powiatu nowodworskiego w tymże województwie, oprócz gromad Laski i Mościska, które weszły w skład nowo utworzonej gminy Izabelin w nowo utworzonym powiecie pruszkowskim.